# Pi Persei
Pi Persei (π Per) – gwiazda w gwiazdozbiorze Perseusza, odległa od Słońca o około 310 lat świetlnych.

## Nazwa
Gwiazda ta ma tradycyjną nazwę własną Gorgonea Secunda, „druga Gorgona”, nawiązującą do mitu o Perseuszu. Pozostałymi Gorgonami są Algol (Beta Persei), Ro i Omega Persei.

## Właściwości fizyczne
Jest to biała gwiazda ciągu głównego należąca do typu widmowego A. Jej temperatura to około 8700 K, wypromieniowuje ona 96 razy więcej energii niż Słońce. Jej promień jest 4,3 razy większy niż promień Słońca, a jej masa jest 2,5–2,7 razy większa od masy Słońca, zależnie od stadium ewolucyjnego gwiazdy. Pi Persei szybko rotuje, jeden obrót zajmuje gwieździe mniej niż 29 godzin; powoduje to mieszanie materii, które nie pozwala na separację pierwiastków w atmosferze gwiazdy.